# Дискографія D12
D12 — американський реп-гурт. За всю кар'єру в США продано понад 3 млн копій альбомів. Нижче наведено дискографію гурту.

## Студійні альбоми
| Рік  | Деталі альбому | Найвищі чартові позиції | Найвищі чартові позиції | Найвищі чартові позиції | Найвищі чартові позиції | Найвищі чартові позиції | Найвищі чартові позиції | Найвищі чартові позиції | Найвищі чартові позиції | Найвищі чартові позиції | Сертифікації |
| Рік  | Деталі альбому | США                     | Австралія               | Бельгія                 | Канада                  | Німеччина               | Нова Зеландія           | Швеція                  | Швейцарія               | Велика Британія         | Сертифікації |
| ---- | --- | ----------------------- | ----------------------- | ----------------------- | ----------------------- | ----------------------- | ----------------------- | ----------------------- | ----------------------- | ----------------------- | --- |
| 2001 | Devil's Night - Випущений: 26 червня 2001 - Лейбл: Interscope, Shady (490897) - Формат: CD, касета, завантаження музики, LP | 1                       | 4                       | 5                       | 1                       | 5                       | 4                       | 9                       | 7                       | 1                       | - США: Платиновий - Австралія: Платиновий - Канада: 3× Платиновий - Норвегія: Золотий - Нова Зеландія: Платиновий - Велика Британія: Золотий     |
| 2004 | D12 World - Випущений: 27 квітня 2004 - Лейбл: Interscope, Shady (000240401) - Формат: CD, касета, завантаження музики, LP  | 1                       | 2                       | 9                       | 1                       | 2                       | 1                       | 6                       | 3                       | 1                       | - США: 2× Платиновий - Австралія: Платиновий - Німеччина: Золотий - Японія: Платиновий - Нова Зеландія: Платиновий - Велика Британія: Платиновий |

## Міні-альбоми
- 1997: The Underground EP

## Мікстейпи
- 2003: D12 Limited Edition Mixtape
- 2008: Return of the Dozen Vol. 1
- 2011: Return of the Dozen Vol. 2
- 2015: The Devil's Night Mixtape

## Сингли
| Назва          | Рік  | Найвищі чартові позиції | Найвищі чартові позиції | Найвищі чартові позиції | Найвищі чартові позиції | Найвищі чартові позиції | Найвищі чартові позиції | Найвищі чартові позиції | Найвищі чартові позиції | Найвищі чартові позиції | Найвищі чартові позиції | Сертифікації                                                       | Альбом                     |
| Назва          | Рік  | США                     | US R&B                  | Австралія               | Бельгія                 | Канада                  | Німеччина               | Нова Зеландія           | Швеція                  | Швейцарія               | Велика Британія         | Сертифікації                                                       | Альбом                     |
| -------------- | ---- | ----------------------- | ----------------------- | ----------------------- | ----------------------- | ----------------------- | ----------------------- | ----------------------- | ----------------------- | ----------------------- | ----------------------- | ------------------------------------------------------------------ | -------------------------- |
| «Shit on You»  | 2001 | —                       | 69                      | 77                      | 17                      | 4                       | 8                       | 32                      | 25                      | 21                      | 10                      | —                                                                  | Devil's Night              |
| «Purple Pills» | 2001 | 19                      | 21                      | 3                       | 8                       | —                       | 39                      | 17                      | 5                       | 25                      | 2                       | - Австралія: Золотий - Велика Британія: Срібний                    | Devil's Night              |
| «Fight Music»  | 2001 | —                       | —                       | 27                      | 40                      | —                       | 38                      | —                       | —                       | 51                      | 11                      | —                                                                  | Devil's Night              |
| «My Band»      | 2004 | 6                       | 26                      | 1                       | 9                       | 3                       | 2                       | 1                       | 9                       | 3                       | 2                       | - США: Золотий - Австралія: Платиновий - Нова Зеландія: Платиновий | D12 World                  |
| «How Come»     | 2004 | 27                      | 68                      | 4                       | 15                      | —                       | 15                      | 6                       | 42                      | 17                      | 4                       | - США: Золотий                                                     | D12 World                  |
| «I Made It»    | 2011 | —                       | —                       | —                       | —                       | —                       | —                       | —                       | —                       | —                       | —                       | —                                                                  | Return of the Dozen Vol. 2 |

## Відеокліпи

### Власні
| Рік  | Назва                                 | Режисер(и)                |
| ---- | ------------------------------------- | ------------------------- |
| 2000 | «Shit on You»                         | Естеван Оріол             |
| 2001 | «Purple Hills»                        | Джозеф Кан                |
| 2001 | «Fight Music»                         | Марк Класфелд             |
| 2004 | «My Band»                             | Філліп Дж. Етвелл, Eminem |
| 2004 | «How Come»                            | Дейві Демел               |
| 2004 | «Git Up»                              | Дейві Демел               |
| 2004 | «40 Oz.»                              | Дейві Демел               |
| 2004 | «U R the One»                         | Дейві Демел               |
| 2009 | «Fugh University»                     |                           |
| 2011 | «Kill Zone freestyle»                 | Джеймс Мартін             |
| 2011 | «I Made It» (з участю Trick-Trick)    | Крістіан Ентоні           |
| 2011 | «I Go Off freestyle»                  | Том Вуйчіч                |
| 2011 | «Outro»                               | Stress, T.O.M.            |
| 2015 | «Dirty Dozen»                         | Джеффрі Заремба           |
| 2015 | «DJ Turn It Up» (з участю King Gordy) | El-JayBeats               |
| 2016 | «Steel Ill»                           | FROSTisRAD                |

### Інших виконавців
- 2010: «Desi Dance» (Hard Kaur з уч. D12)
- 2012: «I Told You So» (Nichol9 з уч. D12)
- 2014: «Lay the Law Down» (Lazarus з уч. D12)

## Гостьові появи
| Рік  | Пісня                     | Інші виконавці                                  | Альбом                                           |
| ---- | ------------------------- | ----------------------------------------------- | ------------------------------------------------ |
| 2000 | «Get Back»                | Tony Touch                                      | The Piece Maker                                  |
| 2000 | «Words Are Weapons»       | Funkmaster Flex                                 | The Mix Tape, Vol. 4: 60 Minutes of Funk         |
| 2000 | «Act a Fool»              | DJ Butter                                       | Kill the DJ                                      |
| 2000 | «Under the Influence»     | Eminem                                          | The Marshall Mathers LP                          |
| 2002 | «When the Music Stops»    | Eminem                                          | The Eminem Show                                  |
| 2002 | «911»                     | Gorillaz, Terry Hall                            | Погана компанія (саундтрек)                      |
| 2002 | «She Devil»               | Tech N9ne                                       | Absolute Power                                   |
| 2002 | «Rap Game»                | 50 Cent                                         | Восьма миля (саундтрек)                          |
| 2003 | «Outro»                   | Obie Trice                                      | Cheers                                           |
| 2003 | «Doe Rae Me»              | Eminem, Obie Trice                              | Straight from the Lab                            |
| 2004 | «Census Bureau»           | DJ Kayslay                                      | The Streetsweeper Vol. 2: The Pain from the Game |
| 2004 | «One Shot 2 Shot»         | Eminem                                          | Encore                                           |
| 2005 | «Nuthin' at All»          | Bizarre                                         | Hannicap Circus                                  |
| 2005 | «Pimplikeness»            | Proof                                           | Searching for Jerry Garcia                       |
| 2009 | «I Ain't Crazy»           | Potluck, King Gordy                             | Greatest Hits with My Buds                       |
| 2010 | «Air Strike (Pop Killer)» | Canibus, DZK                                    | Melatonin Magik                                  |
| 2013 | «The Beat Goes On»        | D.K., Slaughterhouse                            |                                                  |
| 2013 | «The Cypher»              | Something Awful, Top Prospect, Lethal Wreckords | Taking Lives                                     |